# Quando eravamo repressi
Quando eravamo repressi è un film del 1992 diretto da Pino Quartullo.

## Distribuzione
Dopo lo sfruttamento in sala e in VHS, film è sparito dai normali circuiti distributivi. Pino Quartullo ha denunciato il mistero che avvolge i diritti di questo suo film d'esordio come regista.

## Riconoscimenti
- Ciak d'oro - 1992[2]

Miglior manifesto